# Línea Aérea Cuencana
Línea Aérea Cuencana fue una aerolínea ecuatoriana con base en Cuenca, Azuay y más tarde en Latacunga, Cotopaxi que operó vuelos chárter nacionales e internacionales entre 2012 y 2018, cuando cesó todas sus operaciones. 

## Historia
Inicialmente contaron con un Bombardier CRJ-700, que operó vuelos regulares desde Cuenca hacia Guayaquil y Quito. Posteriormente, extendieron su oferta desde Quito hacia Loja. Con el paso de los meses, su operación se fue reduciendo hasta quedarse únicamente con la ruta Quito-Loja, tras no haber logrado captar el mercado ejecutivo nacional.
La ruta Quito-Loja tampoco permitió la rentabilidad de la aerolínea y acabaron cesando sus operaciones regulares. Más tarde, la aerolínea tomó la determinación de empezar a volar sólo vuelos chárter, modificando así su permiso de operación. Radicó su base en el Aeropuerto Internacional Cotopaxi, en Latacunga, y operaron exitosamente vuelos chárter hacer el Caribe como Punta Cana, Cartagena de Indias y Panamá, más otros destinos a pedido de mayoristas de turismo, equipos de fútbol y celebridades.
La piedra angular del negocio para la compañía fueron las petroleras, para las cuales volaba diariamente en modo chárter desde Latacunga al Coca y Lago Agrio. Ante la alza de la demanda, Línea Aérea Cuencana alquiló el Boeing 737-500 que perteneció a Sudamericana de Aviación (aunque nunca llegó a volar con esta efímera compañía) aprovechando que el equipo estaba ya certificado en Ecuador junto a sus tripulantes de cabina y pilotos. En determinado momento llegaron a operar ambos aviones hasta que el CRJ-700 fue devuelto a su propietario en Estados Unidos en abril de 2016.
Las perspectivas eran favorables y la compañía comenzó a estudiar vuelos chárter turísticos dentro de Ecuador, como Manta o Galápagos desde Latacunga. Sin embargo, la bajada del precio del petróleo y la crisis económica de Ecuador fueron mermando paulatinamente los ingresos de la aerolínea y, junto a la nueva regulación que limita el número de vuelos chárter al año y el número de pasajeros en esta modalidad, la aerolínea terminó cerrando sus operaciones y devolviendo al propietario su Boeing 737-500 en julio de 2016.
Entre 2017 y 2019 la compañía estudió retomar sus operaciones. Con la posible incorporación de nuevos aviones, Línea Aérea Cuencana solicitó volar a Aruba, Colombia, Perú, Venezuela, Panamá, Cuba, México, Brasil, Jamaica, República Dominicana, Argentina y Estados Unidos, con aviones ATR-42 y ATR-72, De Havilland Canadá Dash 8 y Embraer E-Jet y E-Jet E2 más la familia A320 de Airbus, además del Bombardier CRJ-700 y Boeing 737, ya autorizados. Sin embargo, quedó como un proyecto que nunca llegó a materializarse. 

## Antiguos destinos
| Destinos                                                             | Aeropuertos                                     | Notas     |
| -------------------------------------------------------------------- | ----------------------------------------------- | --------- |
| Cuenca, Azuay                                                        | Aeropuerto Internacional Mariscal La Mar        | HUB       |
| Guayaquil, Guayas                                                    | Aeropuerto Internacional José Joaquín de Olmedo | Desde CUE |
| [[Archivo:\|20x20px\|border\|Bandera de Pichincha]] Quito, Pichincha | Aeropuerto Internacional Mariscal Sucre         | Desde CUE |
| Latacunga, Cotopaxi                                                  | Aeropuerto Internacional Cotopaxi               | Desde CUE |
| Catamayo, Loja                                                       | Aeropuerto Ciudad de Catamayo                   | Desde UIO |

| Países               | Destinos                                      | Aeropuertos                            | Notas                                                           |
| -------------------- | --------------------------------------------- | -------------------------------------- | --------------------------------------------------------------- |
| Ecuador              | Lago Agrio, Sucumbíos                         | Aeropuerto de Nueva Loja               | Desde el Aeropuerto Internacional Cotopaxi, Latacunga (Ecuador) |
| Ecuador              | Puerto Francisco de Orellana (Coca), Orellana | Aeropuerto Francisco de Orellana       | Desde el Aeropuerto Internacional Cotopaxi, Latacunga (Ecuador) |
| República Dominicana | Punta Cana                                    | Aeropuerto Internacional de Punta Cana | Desde el Aeropuerto Internacional Cotopaxi, Latacunga (Ecuador) |
| Colombia             | Cartagena de Indias                           | Aeropuerto Internacional Rafael Núñez  | Desde el Aeropuerto Internacional Cotopaxi, Latacunga (Ecuador) |
| Panamá               | Ciudad de Panamá                              | Aeropuerto Internacional de Tocumen    | Desde el Aeropuerto Internacional Cotopaxi, Latacunga (Ecuador) |

## Antigua flota[2]
| Aeronave           | Número | Introducido | Retirado | Matrícula |
| ------------------ | ------ | ----------- | -------- | --------- |
| Bombardier CRJ-700 | 1      | 2012        | 2016     | HC-CMY    |
| Boeing 737-500     | 1      | 2015        | 2017     | HC-COP    |